# Jean-Noël Charbonneau
Jean-Noël Charbonneau (* 5. Juni 1875 in Montreal; † 26. Januar 1945 ebenda) war ein kanadischer Chorleiter, Komponist und Musikpädagoge.

## Leben
Charbonneau studierte in Montreal bei Guillaume Couture und Achille Fortier. Weitere Lehrer waren Arthur Letondal, Joseph-Daniel Dussault und Pascal Deremouchamps. 1910 unternahm er eine Studienreise nach Europa und setzte sein Studium in Dijon bei René Moissenet und am Päpstlichen Athenaeum Sant’Anselmo in Rom bei Lucien David fort.
Von 1900 bis 1933 war Charbonneau Chorleiter an der römisch-katholischen Kirche Saint-Charles in Montreal, wo er 1915 eine Schola Cantorum gründete. Im selben Jahr wurde er Präsident des Conservatoire National, wo er bis 1922 – ab 1917 als Direktor und Lehrer – wirkte. 1922 gründete er das Institut musical du Canada, das 1939 an die Universität Montreal angeschlossen wurde. In Valleyfield gründete er 1934 die Diözesanschule für liturgischen Gesang Schola Ste-Cécile, zugleich wurde er Chorleiter an der Kathedrale der Stadt. 1942 wurde er zum Präsidenten der Diözesankommission für Kirchenmusik in Montreal gewählt.
Neben seiner Dissertation L'histoire musicale de l'église verfasste Charbonneau das dreibändige Lehrbuch Solfège des écoles und Traité d'harmonie; beide blieben unveröffentlicht. Er komponierte Motetten, Fauxbourdons und Kantaten. Auch sein Sohn Jean und schlug eine Laufbahn als Chorleiter und Musikpädagoge ein. In Montreal wurde 1984 die Avenue Jean-N.-Charbonneau nach ihm benannt.